# 外務・欧州連合・協力省
外務・欧州連合・協力省（がいむ・おうしゅうれんごう・きょうりょくしょう、スペイン語: Ministerio de Asuntos Exteriores, Unión Europea y Cooperación、略称：MAEUEC）は、スペインの行政機関の一つである。外交と欧州連合との関係及び国際協力を所管している。現在の大臣はホセ・マヌエル・アルバレス。

## 組織
以下の長官と部局によって構成されている。
- 外交長官
  - 外交政策・安全保障総局
  - 国際連合・人権総局
  - イベロアメリカ・カリブ総局
  - マグレブ・地中海・中東総局
  - アフリカ総局
  - 北米・東欧・アジア太平洋総局

- 欧州連合担当長官
  - 欧州連合総務調整総局
  - 国内市場・地域政策調整総局
  - 西欧・中欧・南欧総局

- 国際協力担当長官
  - 持続可能な開発政策総局

- グローバルスペイン担当長官
  - 戦略・展望・整合性総局
  - 経済外交総局
  - 外交情報総局

- 外務・欧州連合・協力次官
  - 技術事務局
  - 外交サービス総局
  - 在外スペイン人領事総局
  - 儀礼・大使館総局

- 解析・予測事務所
- 移民問題事務所